# To Save Her Soul
To Save Her Soul és una pel·lícula muda de la Biograph dirigida per D. W. Griffith i protagonitzada per Mary Pickford i Arthur V. Johnson. La pel·lícula, adaptació d’una bobina de la novel·la “The Christian” de Hall Caine, es va estrenar el 27 de desembre de 1909. La pel·lícula és de domini públic en l'actualitat.

## Argument
L'Agnes, una cantant d'una església rural enamorada del pastor, està practicant un dia quan un director de vodevil l'escolta i li ofereix una feina en el seu espectacle. Tot i les objeccions del pastor, Paul Redmond, que també l'estima, accepta l'oferta i se'n va a la ciutat on es prepara pel seu debut. El debut és un èxit i en veure les crítiques al diari, el pastor decideix anar a escoltar l'actuació d'Agnes. Al teatre s’asseu al costat d’un home que comenta al seu veí que aquell vespre a la festa farà seva la noia. Tement que la seva ànima estigui corrompuda pels nous amics, Paul irromp a la festa i li demana que torni amb ell al poble. Quan ella es nega, Paul troba un revòlver sobre la taula i es disposa a matar-la per protegir la puresa de la seva ànima. Després d’un moment de tensió la parella es reconcilia i junts tornen a la petita església.

## Repartiment
- Arthur V. Johnson (Paul Redmond)
- Mary Pickford (Agnes Hailey)
- Caroline Harris (mare d’Agnès, no confirmat)
- W. Chrystie Miller (organista)
- George Nichols (empresari de bodevil)
- Kate Bruce (criada)
- Linda Arvidson - In Audience
- Charles Craig (rústic)
- Frank Evans (manager del teatre)
- Robert Harron (tramoista / acomodador)
- Ruth Hart (a la festa)
- James Kirkwood (entre bastidors en el debut / a la festa)
- Henry Lehrman (a l’arribada al teatre)
- Jeanie MacPherson (arribada al teatre)
- Owen Moore (a la festa)
- Jack Pickford (tramoista)
- Gertrude Robinson (arribada al teatre)
- Paul Scardon (arribada al teatre)
- Mack Sennett (entre bastidors en el debut)
- Blanche Sweet (ballarina / a la festa)
- Dorothy West (a la festa)
- William Beaudine
- Lottie Pickford
- Billy Quirk

## Producció
La pel·lícula es va rodar als estudis de la Biograph a Fort Lee poc abans del nadal de 1909. Durant el rodatge de l'escena clímax final de la pel·lícula, Griffith, descontent amb l’actuació de Pickford, la va agafar per les espatlles i la va sacsejar, cridant: "Expressa alguna sensació, carai! Ets com un tros de fusta!" La resposta de l’actriu va ser mossegar la mà del director i despedir-se del cinema. Quan ja era fora de l'estudi, Griffith corregué darrera seu, es disculpà i li demanà d’intentar-ho un darrer cop. La presa definitiva va ser satisfactòria per a tots dos.